# الثويرات (الزلفي)
من القرى الكبيرة في محافظة الزلفي وتقع وسط نفود الثويرات ويوجد فيها مركز إمارة ومرافق حكومية، وتبعد عن مدينة الزلفي حوالي 30 كم ناحية الشمال وديانتها الإسلام يبلغ عدد سكانها أكثر من 200 نسمه .

## سبب التسمية
نسبه إلى صحراء نفود الثويرات

### الحدود
تقع بحدود 65 كيلوشمال مدينة الزلفي في وسط نفودالثويرات
الارطى العرفج العذر

## البلديات التابعة للمركز
حاليا لايوجد بها بلديه والقرية تابعه لبلدية الزلفي

## الناحية الزراعية
```
الزراعة وخاصة النخيل، وتعتبر مقصد سياحي لسكان وزوار المنطقة في فصل الربيع
```